# القنب الهندي في ليبيريا
القنب الهندي في ليبيريا غير قانوني.

## تاريخ
خلال الحرب الأهلية الليبيرية الأولى, جمع تشارلز تيلور الأموال لمقاتليه عن طريق بيع الحشيش من الأراضي الخاضعة لسيطرة الجبهة الوطنية الوطنية لليبريا.